# 華麗海天牛
華麗海天牛（學名：Elysia ornata）是海天牛屬下的一個種，長度大約為5（2.0英寸），身體呈半透明的黃綠色，有白色及黑色斑點。身體兩側有寬闊的疣足，有橘色環紋和黑色邊緣。其嗅角也有橘色環紋及黑色斑點。華麗海天牛發現於太平洋和加勒比海的熱帶海域。